# Johann Ludwig I. (Nassau-Wiesbaden-Idstein)

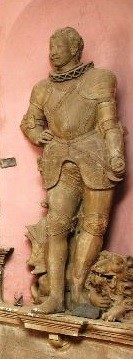
Grabmonument von Johann Ludwig I. in der Unionskirche in Idstein

Johann Ludwig I. von Nassau-Wiesbaden-Idstein (* 15. April 1567; † 20. Juni 1596 in Idstein) war regierender Graf von Nassau-Wiesbaden-Idstein.

## Leben
Er war der einzige Sohn des Grafen Balthasar von Nassau-Wiesbaden-Idstein, der bereits am 11. Januar 1568, noch vor Johann Ludwigs erstem Geburtstag verstarb. Seine Mutter, Gräfin Margarethe, einzige Tochter des in Offenbach residierenden Grafen Reinhard von Isenburg, schloss am 24. Mai 1570 eine zweite Ehe, mit Graf Georg von Leiningen-Westerburg, dem sie weitere drei Söhne schenkte. Graf Johann von Nassau-Saarbrücken übernahm die Vormundschaft für Johann Ludwig. Nach dessen Tod im Jahr 1574 wurden die Grafen Albrecht und Philipp von Nassau-Weilburg seine Vormünder bis zu seiner Volljährigkeit im Jahr 1588.
Er heiratete am 2. Dezember 1588 in Idstein Gräfin Maria von Nassau-Dillenburg (* 1568; † 1625), Tochter von Graf Johann VI. von Nassau-Dillenburg (1536–1606). Zum Zeitpunkt der Übernahme der Regierung war Johann Ludwig der letzte männliche Vertreter seiner Familie. Zwischen 1589 und 1593 wurden dem Ehepaar vier Töchter geboren, und im März 1595 und Mai 1596 zwei Söhne.

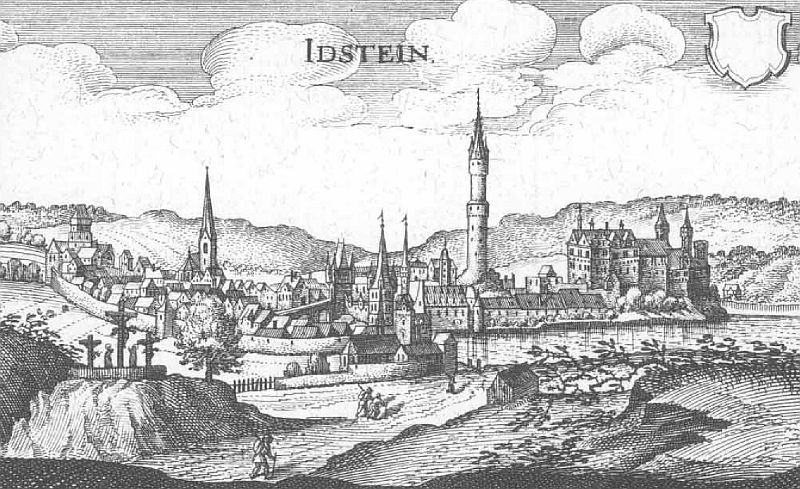
Idstein – Auszug aus der Topographia Hassiae von Matthäus Merian 1655

Die Taufe des jüngsten Sohnes wurde am 20. Juni 1596 gefeiert und der Vater des Täuflings wird wohl reichlich dem Alkohol zugesprochen haben. Zur Erklärung des folgenden Geschehens wurden Bemerkungen im Zusammenhang mit einer Geistesverwirrung oder Bewusstseinsstörungen überliefert. Ob es sich tatsächlich um eine psychische Erkrankung oder einen Unfall bedingt durch übermäßigen Alkoholkonsum handelte bleibt fraglich; Fakt ist, Johann Ludwig stürzte aus dem Fenster seiner Residenz, der Burg Idstein, und ertrank im Burggraben. Er war nur 29 Jahre alt geworden. Die beiden Söhne traten formal die Nachfolge an. Der ältere starb bereits mit vier Jahren, der jüngere wurde nur neun Jahre alt und starb acht Tage nach einer Schwester. Mit ihm erlosch die alte Linie der Grafen von Nassau-Wiesbaden-Idstein am 9. Juni 1605.
Idstein und Wiesbaden fielen an Ludwig II. aus der Nassau-Weilburger Linie, der nach dem zuvor erfolgten Aussterben der Nassau-Saarbrückener Linie nun den gesamten Besitz der Walramschen Linie in seiner Hand vereinigte.

## Münzwesen
Nach einer mehr als 150 Jahre währenden Pause nach seinem Ahn Graf Adolf II. († 1426), erweckte Johann Ludwig I. das Münzwesen in der Grafschaft wieder zu neuem Leben. In Wiesbaden richtete er eine neue Münze ein und ließ dort Pfennige, Taler und hauptsächlich Halbbatzen prägen.

## Nachkommen
Johann Ludwig I. hatte aus seiner Ehe mit Maria von Nassau-Dillenburg folgende sechs Kinder:
- Margarethe (* 15. September 1589; † 28. Dezember 1660), ⚭ (I) 1606 Graf Adolf von Bentheim-Tecklenburg (* 1577; † 1623); (II) 1631 Wilhelm, Freiherr von Wanieczky († 1644)
- Anna Katharina (* 4. Dezember 1590; † 6. Januar 1622), ⚭ 1607 Graf Simon VII. zur Lippe-Detmold (* 1587; † 1627)
- Marie Magdalene (* 11. August 1592; † 13. Januar 1654), ⚭ 1609 Graf Wolfgang Heinrich von Isenburg-Offenbach (* 1588; † 1635)
- Juliane (* 7. November 1593; † 1. Juni 1605 in Dillenburg)
- Johann Philipp (* 16. März 1595; † 29. August 1599)
- Johann Ludwig II. (* 21. Mai 1596; † 9. Juni 1605 in Dillenburg); → Linie im Mannesstamm erloschen